# Hervé Bugnet
Hervé Bugnet (Sainte-Foy-la-Grande, 24 agosto 1981) è un ex calciatore francese, di ruolo attaccante.